# Rayos X de megavoltaje
Los rayos X de megavoltaje son producidos por aceleradores lineales ("linacs") que funcionan a tensiones superiores al rango de 1000 kV (1 MV) y, por tanto, tienen una energía en el rango de los MeV. La tensión en este caso se refiere a la tensión utilizada para acelerar los electrones en el acelerador lineal e indica la energía máxima posible de los fotones que se producen posteriormente. Se utilizan en medicina en radioterapia externa para tratar neoplasias, cáncer y tumores. Los haces con un rango de voltaje de 4-25 MV se utilizan para tratar cánceres profundamente enterrados porque los oncólogos radioterápicos consideran que penetran bien en las zonas profundas del cuerpo. Los rayos X de menor energía, llamados rayos X de ortovoltaje, se utilizan para tratar cánceres más cercanos a la superficie.
Los rayos X de megavoltaje son los preferidos para el tratamiento de tumores profundos, ya que se atenúan menos que los fotones de menor energía y penetran más, con una dosis cutánea menor. Los rayos X de megavoltaje también tienen una eficacia biológica relativa menor que los rayos X de ortovoltaje. Estas propiedades contribuyen a que los rayos X de megavoltaje sean las energías de haz más comunes que se suelen utilizar para la radioterapia en técnicas modernas como la IMRT.

## Historia
El uso de rayos X de megavoltaje para el tratamiento se generalizó por primera vez con el uso de máquinas de Cobalto-60 en la década de 1950. Sin embargo, antes de esto, otros dispositivos habían sido capaces de producir radiación de megavoltaje, incluidos el generador Van de Graaff y el betatrón de la década de 1930.